# Monts Djagdy
Les monts Djagdy forment un massif de moyenne montagne de l'Extrême-Orient russe.
Ils se dressent au sud et à l'ouest de la vallée de la Zeïa, où se trouvent un barrage et la ville de Zeïa, et se prolongent par les monts Tukuringra. Au sud-est, la chaîne se prolonge vers la Selemdja ; elle domine, sur son versant méridional, la plaine de Zeïa-Boureïa, et sur son versant nord, les vallées de la Zeïa et de l'Ouda. La chaîne, qui s'étire d'est en ouest sur 250 km, culmine à 1 593 m d'altitude.